# Duronia sanguinolenta
Duronia sanguinolenta är en insektsart som först beskrevs av Bolívar, I. 1889.  Duronia sanguinolenta ingår i släktet Duronia och familjen gräshoppor. Inga underarter finns listade i Catalogue of Life.